# موغان (فريدن)
موغان (بالفارسية: موغان) هي قرية تقع في قسم ورزق الجنوبي الريفي في إيران. يقدر عدد سكانها بـ 485 نسمة بحسب إحصاء 2016.